# Kågeröd
Kågeröd è un'area urbana della Svezia situata nel comune di Svalöv, contea di Scania.
La popolazione rilevata nel censimento 2010 era di 1 446 abitanti .